# Chilly-sur-Salins
Chilly-sur-Salins és un municipi francès situat al departament del Jura i a la regió de Borgonya - Franc Comtat. L'any 2007 tenia 108 habitants.

## Demografia

### Població
El 2007 la població de fet de Chilly-sur-Salins era de 108 persones. Hi havia 36 famílies de les quals 8 eren unipersonals (8 dones vivint soles i 8 dones vivint soles), 8 parelles sense fills i 20 parelles amb fills.
La població ha evolucionat segons el següent gràfic:
Habitants censats

### Habitatges
El 2007 hi havia 48 habitatges, 37 eren l'habitatge principal de la família, 9 eren segones residències i 1 estava desocupat. 38 eren cases i 9 eren apartaments. Dels 37 habitatges principals, 28 estaven ocupats pels seus propietaris, 7 estaven llogats i ocupats pels llogaters i 2 estaven cedits a títol gratuït; 6 tenien tres cambres, 7 en tenien quatre i 24 en tenien cinc o més. 36 habitatges disposaven pel capbaix d'una plaça de pàrquing. A 16 habitatges hi havia un automòbil i a 17 n'hi havia dos o més.

### Piràmide de població
La piràmide de població per edats i sexe el 2009 era:
| Homes | Edats   | Dones |
| ----- | ------- | ----- |
| 0     | 95 o +  | 0     |
| 0     | 90 a 94 | 0     |
| 0     | 85 a 89 | 0     |
| 0     | 80 a 84 | 0     |
| 0     | 75 a 79 | 0     |
| 4     | 70 a 74 | 0     |
| 8     | 65 a 69 | 12    |
| 0     | 60 a 64 | 0     |
| 0     | 55 a 59 | 0     |
| 4     | 50 a 54 | 0     |
| 0     | 45 a 49 | 4     |
| 8     | 40 a 44 | 4     |
| 4     | 35 a 39 | 8     |
| 4     | 30 a 34 | 0     |
| 4     | 25 a 29 | 0     |
| 0     | 20 a 24 | 0     |
| 12    | 15 a 19 | 4     |
| 12    | 10 a 14 | 0     |
| 0     | 5 a 9   | 8     |
| 0     | 0 a 4   | 0     |

## Economia
El 2007 la població en edat de treballar era de 61 persones, 51 eren actives i 10 eren inactives. De les 51 persones actives 49 estaven ocupades (30 homes i 19 dones) i 2 estaven aturades (1 home i 1 dona). De les 10 persones inactives 4 estaven estudiant i 6 estaven classificades com a «altres inactius».
Activitats econòmiques
Dels 3 establiments que hi havia el 2007, 2 eren d'empreses alimentàries i 1 d'una empresa financera.
L'any 2000 a Chilly-sur-Salins hi havia 11 explotacions agrícoles que ocupaven un total de 638 hectàrees.

## Poblacions més properes
El següent diagrama mostra les poblacions més properes.